# Musen-Polka
Die Musen-Polka ist eine Polka von Johann Strauss (Sohn) (op. 147). Das Werk wurde am 14. Februar 1854 im Sofienbad-Saal in Wien erstmals aufgeführt.

## Einzelnachweis
1. ↑  Quelle: Englische Version des Booklets (Seite 23) in der 52 CDs umfassenden Gesamtausgabe der Orchesterwerke von Johann Strauß (Sohn), Hrsg. Naxos (Label). Das Werk ist als vierter Titel auf der 5. CD zu hören.